# Mesambria maculipes
Mesambria maculipes är en insektsart som beskrevs av Carl Stål 1878. Mesambria maculipes ingår i släktet Mesambria och familjen gräshoppor. Inga underarter finns listade i Catalogue of Life.